# Hans Ooft
Marius Johan Ooft, detto Hans (27 giugno 1947), è un allenatore di calcio ed ex calciatore olandese, di ruolo attaccante.

## Palmarès

### Giocatore

#### Competizioni nazionali
- Campionato olandese: 1

Feyenoord: 1964-1965
- Coppa dei Paesi Bassi: 1

Feyenoord: 1964-1965

### Allenatore

#### Nazionale
- Coppa d'Asia: 1

Giappone: Giappone 1992

#### Club
- Coppa J. League: 1

Urawa Reds: 2003